# Rb Tenente Magalhães (R-17)
Rb Tenente Magalhães (R-17) é um rebocador de porto da Marinha do Brasil pertencente a Classe Comandante Marriog.
O seu projeto é de origem norte-americana. O barco foi construído pelo estaleiro Turn-Ship Ltd. A sua incorporação aconteceu em 17 de setembro de 1982.